# 1991 K리그 드래프트

## 일시
- 신인선수 선발(드래프트 실시) - 1990년 11월 22일

- 총 137명의 희망자 중, 33명이 지명됨.

## 특징
- 1990년 10월, 당시 대학 최대어로 통했던 황선홍, 홍명보가 드래프트 신청 거부를 선언하면서, 드래프트 존치 논란이 처음 벌어졌다. 홍명보와 황선홍 양 선수는 선수 본인이 가고 싶은 팀에 입단할 수 없다는 점과 계약금과 연봉이 타 종목에 비해 낮게 책정되어 있다는 점 등을 이유로 드래프트 신청을 거부했으며, 구단 협의회는 두 선수에게 1991년과 1992년, 2년 동안의 드래프트 참가를 금지하는 징계를 내렸다.

## 지명 결과
| 구단            | 1차선발 | 2차선발 | 3차선발 | 4차선발 | 5차선발 이하           |
| --------------- | ------- | ------- | ------- | ------- | ---------------------- |
| 일화 천마       | 조우석  | 김왕주  | 조일수  | 류봉기  |                        |
| 현대 호랑이     | 이평재  | 신홍기  | 이명렬  | 이현석  | 백승대                 |
| 유공 코끼리     | 이석경  | 이찬행  | 김대길  | 김귀식  | 김훈, 김은철, 황정규   |
| 포항제철 아톰즈 | 박태하  | 정철호  | 나승화  | 노태경  | 박현석                 |
| 대우 로얄즈     | 안광호  | 박순태  | 김문섭  | 김귀화  | 황규령, 이승욱, 김영훈 |
| 럭키금성 황소   | 임재선  | 임종국  | 김영섭  | 최종호  | 이홍근                 |